# Laphria bipartita
Laphria bipartita är en tvåvingeart som beskrevs av Macquart 1855. Laphria bipartita ingår i släktet Laphria och familjen rovflugor. Inga underarter finns listade i Catalogue of Life.